# Saigons fald
Saigons fald (vietnamesisk: Sự kiện 30 tháng 4, eller 30. april-hændelsen) var den nordvietnamesiske hærs erobring af Sydvietnams hovedstad Saigon, 30. april 1975. Begivenheden markerede slutningen på vietnamkrigen og begyndelsen på genforeningen af Vietnam under kommunistisk styre.
Styrker fra den nordvietnamesiske hær under general Van Tien Dung begyndte deres endelige angreb på Saigon 29. april med et kraftigt artilleribombardement. Om eftermiddagen 30. april havde nordvietnamesiske soldater indtager de vigtigste mål i byen og hejst deres flag over præsidentpaladset. Sydvietnam kapitulerede kort efter, og byen blev omdøbt til Ho Chi Minh byen.
Før Saigons fald blev næsten alle amerikanere i Saigon og titusinder sydvietnamesere evakueret. Evakueringerne kulminerede i Operation Frequent Wind, den største helikopterevakuering i historien.

## Nordvietnameserne nærmer sig
Se også Ho Chi Minh offensiven
Det sydvietnamesiske forsvars hurtige kollaps i 1975 overraskede de fleste amerikanske og sydvietnamesiske observatører og formodentlig også de nordvietnameserne og deres allierede. CIA og Army Intelligence bedømte i et memorandum 5. marts 1975, at Sydvietnam kunne holde stand i hvert fald frem til 1976. General Van Tien Dung startede en storoffensiv i det centrale vietnamesiske højland 10. marts og erobrede Ban Me Thout. Den sydvietnamesiske hær påbegyndte et uorganiseret tilbagetog i håb om at kunne omgruppere og holde den sydligste del af Sydvietnam.
Støttet af artilleri og kampvogne fortsatte nordvietnameserne mod Saigon og erobrede de større sydvietnamesiske byer på vejen. Hue faldt 25. marts, Danang den 28. marts.
8. april beordrede det nordvietnamesiske politbureau general Dung til at fortsætte sit angreb til hjertet af Saigon. Politbureauet havde tidligere rådet ham til forsigtighed. 14. april blev offensiven omdøbt til Ho Chi Minh offensiven efter revolutionslederen Ho Chi Minh, i håb om at offensiven kunne afsluttes inden hans fødselsdag 19. maj. Det lykkedes ikke Sydvietnam at få øget militær støtte fra USA, blandt andet fordi Washington tøvede med at bevilge hjælpen, af frygt for at Sydvietnam ville kollapse, før den nåede frem.
Den nordvietnamesiske hær nåede 9. april Xuan Loc, en strategisk vigtig by langs hovedvejen til Saigon. Slaget om Xuan Loc varede til 20. april, hvor nordvietnameserne erobrede byen trods usædvanligt indædt modstand fra den sydvietnamesiske hær.
Fronten lå nu kun 42 km fra Saigon. Slaget ved Xuan Loc havde trukket mange sydvietnamesiske tropper væk fra Mekong deltaet, og det gjorde det nemmere for nordvietnameserne at omringe Saigon. 100,000 soldater blev bragt i position omkring byen 27. april. Saigons forsvarere var i klart undertal, og byens skæbne var beseglet.

## Evakuering
Nordvietnamesernes hurtige fremrykning i marts og starten af april førte til øget frygt for at Saigon, der havde været forholdsvis fredelig under krigen, snart ville blive angrebet. Mange civile vietnamesere frygtede et kommunistisk styre i byen. I 1968 havde nordvietnameserne og Viet Cong haft kontrollen med byen Hue i næsten en måned. Efter byen blev generobret fandt amerikanske og sydvietnamesiske tropper massegrave. Nordvietnameserne havde tilsyneladende henrettet sydvietnamesiske officerer, katolikker, intellektuelle, forretningsmænd og andre mistænkte for kontrarevolutionær virksomhed.
Der indløb også beretninger fra Ban Me Thout, Hue og Danang om halshugninger og andre henrettelser. De fleste amerikanere og vesterlændinge ønskede at flygte fra byen, før den faldt, og mange sydvietnamesere, der havde arbejdet for amerikanerne, ville også flygte.
I slutningen af marts begyndte nogle amerikanere at forlade byen. Fly fra Saigon blev hurtigt fuldt bookede. Gennem april voksede evakueringen i omfang, og ikke-essentielt personel blev fløjet ud. Mange amerikanere nægtede at forlade Saigon uden deres vietnamesiske venner og bekendte. Det var ulovligt at flyve vietnamesere til amerikansk territorium, men efterhånden blev de fløjet til Clark Air Force Base i Filippinerne.
3. april annoncerede præsident Gerald Ford starten på Operation Babylift, der evakuerede omkring 2000 forældreløse. Et af de amerikanske C-5A Galaxy transportfly, der var involveret i operationen, styrtede ned og dræbte 138 passagerer. Udover de 2000 forældreløse blev over 110,000 sydvietnamesiske flygtninge evakueret i Operation New Life.
Mens amerikanske borgere generelt var sikret evakuering fra Sydvietnam ved at møde op ved et evakueringspunkt, var det sværere for sydvietnamesere, der ofte blev nødt til at finde løsninger selv. Den sorte markedspris for visa blev seksdoblet, og prisen på både blev tredoblet. De der ejede ejendomme i byen måtte sælge dem til en markant underpris, eller blot forlade dem. Amerikanske visa var enormt dyre.

### Planer for evakueringen
Præsident Fords regering var begyndt at planlægge en evakuering af alt amerikansk personel. Planlægningen blev besværliggjort af praktiske, retslige og strategiske grunde. Regeringen var uenig om, hvor hurtigt evakueringen skulle foregå. Pentagon ville evakuere så hurtigt som muligt, for at undgå tab eller ulykker. USA's ambassadør i Sydvietnam, Graham Martin, havde teknisk set kommandoen over evakueringen. Martin ønskede at foretage evakueringen så stille og ordentligt som muligt, for at undgå totalt kaos og undgå at sydvietnameserne vendte sig mod amerikanerne.
Ford godkendte en plan der lå midt imellem Pentagons og Martins ønsker. Alle 1250 resterende amerikanere skulle evakueres med helikopter på en enkelt dag, og først når lufthavnen blev truet. I mellemtiden skulle så mange vietnamesiske flygtninge som muligt flyves ud.
I mellemtiden begyndte ambassadør Martin at uddele visa hurtigt og uden større krav, så alle der ønskede det, kunne forlade Saigon hurtigt. Uden Pentagons kendskab lod han tusinder af sydvietnamesiske statsborgere forlade landet.
Den amerikanske evakueringsplan var i modstrid med andre af regeringens planer. Ford håbede stadig at give Sydvietnam yderligere militær støtte. Igennem april forsøgte han at få den amerikanske kongres til at bakke op om støtte på 722 million dollars, der kunne have genoprettet noget af den sydvietnamesiske militære styrke. Henry Kissinger var imod en fuld evakuering så længe der var mulighed for at give støtte, fordi evakueringen ville signalere manglende tillid til den sydvietnamesiske præsident Nguyen Van Thieu og svække ham.
Samtidig blev der også brugt militære ressourcer på at evakuere Cambodias hovedstad Phnom Penh, der faldt 12. april.

## De sidste dage
Alle angivne tider er lokal tid

### Operation Frequent Wind
Se også Operation Frequent Wind
Før daggry 29. april blev Tan Som Nhut lufthavnen ramt af raketter og tungt artilleri. Fortsat beskydning fik general Homer D. Smith, den amerikanske forsvarsattache i Saigon, til at råde ambassadør Martin til at foretage resten af evakueringen med helikopter.
Oprindelig havde Martin tænkt sig at foretage evakueringen med fly, men planen blev ændret, da en sydvietnamesisk pilot besluttede sig for at hoppe af, og smed sin bombelast på den eneste landingsbane, der endnu ikke var ødelagt af beskydning.
Under pres fra Kissinger fik Martin sine marinesoldater til at føre ham til lufthavnen under fortsat artilleribeskydning, så han selv kunne bedømme situationen. Efter at hae set at transportfly ikke længere var en mulighed, gav han grønt lys til at begynde evakueringen med helikoptere.
Der indløb rapporter fra byens udkant, om at nordvietnameserne nærmede sig. Klokken 10:48 bad Martin om Operation Frequent Wind. Kissinger gav ordre til at iværksætte den tre minutter senere. Den amerikanske radiostation begyndte at spille "White Christmas," signalet til alt amerikansk personel om øjeblikkeligt at bevæge sig til opsamlingsstederne.
Under operationen blev CH-53 og CH-46 helikoptere brugt til at evakuere amerikanere og sydvietnamesere til skibe i det sydkinesiske hav. Det primære evakueringssted var ved Tan Son Nhut. Busser kørte gennem byen med passagerer til lufthavnen. De første busser ankom til Tan Son Nhut kort efter middag. Den første CH-53 helikopter landede om eftermiddagen, og om aftenen var 395 amerikanere og mere end 4,000 vietnamesere evakueret.
Den originale evakueringsplan havde ikke omfattet et stort antal helikopterflyvninger ved den amerikanske ambassade, men i løbet af evakueringen viste det sig, at tusinder var strandet ved ambassaden, heriblandt mange vietnamesere. Yderligere vietnamesiske civile samledes uden for ambassaden og klatrede over murene i håb om at få flygtningestatus. Tordenvejr gjorde helikopteroperationen endnu sværere. Alligevel fortsatte evakueringen fra ambassaden natten igennem.
Klokken 03:45 30. april blev evakueringen stoppet. Martin havde givet ordre til at sydvietnamesere skulle flyves ud med amerikanere, men efter ordre fra Kissinger og Ford måtte kun amerikanere evakueres efter dette tidspunkt.
Martin gav modvilligt ordren videre, og fik ordre fra Ford om at gå om bord i den sidste helikopter.
Den sidste evakueringshelikopters radiokode var "Lady Ace 09", og piloten havde direkte ordre fra præsidenten til at få Martin om bord.
Lady Ace 09 lettede omkring klokken 05:00. Havde Martin nægtet at forlade ambassaden havde marinesoldaterne ordre til at arrestere ham og bære ham om bord. 978 amerikanere og omkring 1,100 vietnamesere var evakueret fra ambassaden. Marinesoldaterne, der havde sikret ambassaden, blev evakueret ved daggry, og den sidste helikopter forlod ambassaden klokken 07:53. Nogle hundrede vietnamesere blev efterladt på ambassadeområdet, og en større flok var samlet uden for murene.
Helikopterne med flygtninge fik generelt lov til at forlade byen uden at blive beskudt. Piloterne var klar over at nordvietnamesiske luftskytskanoner havde dem i kikkerten, men der blev ikke skudt. Den nordvietnamesiske ledelse havde givet general Dung ordre til ikke at hindre evakueringen, da han mente, at det ville mindske chancerne for en amerikansk indgriben. Medlemmer af Saigons politistyrke var blevet lovet evakuering til gengæld for at beskytte de amerikanske busser og kontrollere folkemasserne i byen under evakueringen.
Efter den amerikanske evakuering fortsatte vietnameserne med at forlade byen i både, og hvis det var muligt i fly. Sydvietnamesiske piloter der havde adgang til helikoptere fløj dem til de amerikanske flådefartøjer, hvor de kunne lande. General Nguyen Cao Ky forlod Sydvietnam på denne måde. De fleste sydvietnamesiske helikoptere blev smidt i havet for at give plads til flere helikoptere på skibene. Sydvietnamesiske jagerfly og andre mindre fly landede også på de amerikanske hangarskibe.
Ambassadør Martin blev fløjet til USS Blue Ridge, hvor han bad om helikoptere at samle de sidste hundreder flygtninge op. Selv om Ford underkendte disse bønner, fik Martin overtalt den amerikanske 7. flåde til at blive i området i flere dage, så flygtninge kunne ankomme med båd eller fly.

### Sydvietnam kapitulerer
Klokken 06:00 29. april fik general Dung ordre fra Politbureauet til at "Slå til med den største beslutsomhed mod fjendens sidste tilflugtssted."
Efter en dags bombardement og angreb var nordvietnameserne klar til det endelige angreb på byen. I morgentimerne 30. april gav Dung ordre om at trænge frem mod strategiske punkter i byen. Duong Van Minh, der havde været præsident over Sydvietnam i tre dage, gav ordre til overgivelse klokken 10:24. Nordvietnameserne overtog byen og arresterede Minh. Portene til præsidentpaladset blev smadret af kampvogne, og det nordvietnamesiske flag blev hejst over paladset klokken 11:30. Klokken 15:30 meddelte Minh over radioen at den sydvietnamesiske regering var opløst. Vietnamkrigen var slut.